# Élections municipales de 2020 à Montpellier
Pour des articles plus généraux, voir Élections municipales françaises de 2020 et Élections municipales de 2020 dans l'Hérault.
Le premier tour des élections municipales françaises de 2020 à Montpellier a eu lieu le 15 mars 2020. Le second tour, initialement prévu le 22 mars 2020, est d'abord reporté sine die en raison de la pandémie de maladie à coronavirus, puis fixé au 28 juin 2020. Il s'agit de renouveler le conseil municipal et le conseil métropolitain. Comme dans toutes les communes de 1 000 habitants et plus, les élections à Montpellier sont municipales et intercommunales. Chaque bulletin de vote comporte deux listes : une liste de candidats aux seules élections municipales et une liste de ceux également candidats au conseil métropolitain.

## Mode de scrutin
Le mode de scrutin à Montpellier est celui des villes de plus de 1 000 habitants : la liste arrivée en tête obtient la moitié des 61 sièges du conseil municipal. Le reste est réparti à la proportionnelle entre toutes les listes ayant obtenu au moins 5 % des suffrages exprimés. Un deuxième tour est organisé si aucune liste n'atteint la majorité absolue et au moins 25 % des inscrits au premier tour. Seules les listes ayant obtenu aux moins 10 % des suffrages exprimés peuvent s'y présenter. Les listes ayant obtenu au moins 5 % des suffrages exprimés peuvent fusionner avec une liste présente au second tour.

## Contexte
Lors du premier tour, la ville comptait 14 listes briguant la mairie. La presse et les analystes politiques jugent la campagne des municipales de 2020 à Montpellier comme « absurde », « rocambolesque » voire « folle ». Par ailleurs, l'élection était considérée comme "la plus incertaine de France",  par Frédéric Dabi, directeur général adjoint de l'Ifop.
De profondes divisions dans les rangs écologistes ont marqué la campagne. Europe Ecologie Les Verts qui pouvait espérer remporter l’élection et que les sondages ont longtemps donné en tête, a finalement présenté trois candidatures différentes. Jean-Louis Roumégas, ancien député et perdant de la primaire écologiste, avait malgré tout maintenu sa candidature. EELV lui a préféré un temps Clothilde Ollier, avant de lui retirer son investiture pour "gestion de la campagne trop solitaire". Celle-ci avait également décidé de maintenir sa candidature, face à la candidate finalement investie par EELV, Coralie Mantion.
La campagne a fait émerger de nouvelles figures, comme le milliardaire et novice en politique Mohed Altrad ainsi que le vidéaste Rémi Gaillard, à la tête de la liste citoyenne « N'importe qui ».
Le soir du premier tour, dimanche 15 mars, le maire sortant Philippe Saurel (DVG) arrive en tête, avec 19,11% des voix. Il devance Michaël Delafosse, qui obtient 16,66% des voix. Ces derniers, comptant plus de 10% des votes, se qualifient ainsi pour le second tour du scrutin, tout comme Mohed Altrad qui a obtenu de son côté 13,3% des suffrages. Viennent ensuite l'humoriste Rémi Gaillard et Alenka Doulain, avec respectivement 9,58% et 9,25% des voix. Ces candidats ne parviennent pas à s'assurer une place au second tour du scrutin.
Pour le second tour, Michaël Delafosse s'allie avec la liste officielle d'Europe Ecologie Les Verts menée par Coralie Mantion qu’il juge comme « les alliés naturels » des socialistes, en présentant la liste « Montpellier unie solidaire écologiste laïque innovante ». Il propose notamment dans son programme la gratuité des transports publics pour les habitants de la métropole, et l'ajournement du projet d'un grand centre commercial Ode à la mer à Pérols.
Mohed Altrad, milliardaire et chef d’entreprise, reçoit le soutien de l’humoriste Rémi Gaillard, de la cheffe de file du mouvement municipaliste soutenu par la France insoumise Alenka Doulain et de l'écologiste Clothilde Ollier.

Michaël Delafosse remporte l'élection avec 47,2 % des suffrages, contre 34,6 % pour Philippe Saurel et 18,1 % pour la liste menée par Mohed Altrad. Il est élu maire de Montpellier par le conseil municipal le 4 juillet 2020, puis président de Montpellier Méditerranée Métropole, le 15 juillet suivant.

## Candidatures déclarées
| Liste | Liste                                                                                  | Partis                                            | Tête de liste       | Nuance | Ordre |
| ----- | -------------------------------------------------------------------------------------- | ------------------------------------------------- | ------------------- | ------ | ----- |
|       | Lutte ouvrière - faire entendre la voix des travailleurs                               | LO                                                | Maurice Chaynes     | EXG    | 14    |
|       | La liste ouvrière d'unité - Montpellier 100 % services publics soutenue par le P.O.I.D | POID                                              | Sylvie Trousselier  | EXG    | 11    |
|       | Nous Sommes Montpellier                                                                | SE (soutenue par LFI)                             | Alenka Doulain,     | DVG    | 6     |
|       | Rassemblement des écologistes et de la gauche                                          | G·s - LRDG - LFI diss. - Confluences - EÉLV diss. | Clothilde Ollier    | ECO    | 7     |
|       | La gauche qui nous rassemble                                                           | PS - PCF - PRG                                    | Michaël Delafosse   | DVG    | 4     |
|       | Choisir l'écologie pour Montpellier avec Europe Écologie Les Verts                     | EÉLV - GE - PA                                    | Coralie Mantion     | VEC    | 2     |
|       | Écologie pour tous                                                                     | EÉLV diss.                                        | Jean-Louis Roumégas | ECO    | 10    |
|       | Montpellier la citoyenne                                                               | DVG - LREM diss.                                  | Philippe Saurel     | DVG    | 1     |
|       | N'importe qui                                                                          | SE                                                | Rémi Gaillard       | DIV    | 13    |
|       | Le cœur et l'action                                                                    | SE                                                | Mohed Altrad        | DIV    | 3     |
|       | Montpellier en capitale                                                                | LREM - MoDem - LC                                 | Patrick Vignal      | REM    | 5     |
|       | Pour Montpellier, il est temps de changer                                              | LR-UDI                                            | Alex Larue          | LR     | 8     |
|       | Montpellier exemplaire                                                                 | UPR                                               | Kamy Nazarian       | DIV    | 12    |
|       | Rassemblement pour Montpellier                                                         | EXD - PDF (RN retire son investiture)             | Olaf Rokvam         | RN     | 9     |

### Listes issues du conseil municipal sortant

#### Montpellier la citoyenne
- MONTPELLIER LA CITOYENNE (maire sortant ; DVG app. LREM) : Philippe Saurel : le maire sortant tarde à annoncer sa candidature. Exclu du Parti socialiste en 2014, en raison de sa candidature dissidente à la mairie de Montpellier, il ne revendique aucune appartenance à un parti, bien qu'il ait soutenu Emmanuel Macron dès le premier tour de l'élection présidentielle et qu'il ait fait partie de son équipe de campagne[14]. Selon le journal Le Mouvement, le maire de Montpellier prendra sa décision de postuler après une opération du genou[15]. Le 20 janvier, Midi Libre parle d'un « (faux) suspens » en citant le maire qui déclare avoir fait tirer un tract à 100 000 exemplaires « à ses frais »[16], en référence à des accusations d'élus critiquant son utilisation de moyens de la Métropole de Montpellier pour faire sa promotion[17]. Il annonce sa candidature le 19 février 2020[18]. Son ancien adversaire de 2014 l'ex-député UMP Jacques Domergue y figure en 13e position[19].

#### Les Républicains
- POUR MONTPELLIER, IL EST TEMPS DE CHANGER : Alex Larue s’est déclaré candidat aux municipales de Montpellier avec le soutien local de LR et de l'UDI. Il assure qu’il maintiendra sa candidature, même si Mohed Altrad se présente[20].

#### Rassemblement national
- RASSEMBLEMENT POUR MONTPELLIER : Olaf Rokvam est candidat pour le Rassemblement national[21]. Olaf Rokvam perd l'investiture du parti le 2 mars 2020 à la suite de la présence de Djamel Boumaaz en troisième position sur la liste. Ce conseiller municipal s'est fait remarquer à plusieurs reprises pour des dérapages homophobes ou antisémites[22],[23].

#### Parti socialiste
- LA GAUCHE QUI NOUS RASSEMBLE : Michaël Delafosse : ancien adjoint au maire à la culture et l'urbanisme, candidat pour le Parti socialiste[20] avec le soutien du Parti communiste français[24] et du Parti radical de gauche[25]. Affiché avec l’étiquette « La gauche qui nous rassemble »[26].

#### LREM
- MONTPELLIER EN CAPITALE : Le député Patrick Vignal est candidat avec l'investiture de son parti, La République en marche, obtenue le 10 décembre 2019[27]. Il est rejoint par le Mouvement démocrate, Les Centristes et les Citoyens démocrates et solidaires[28].

### Listes hors du conseil municipal sortant

#### Listes issues de partis politiques

##### UPR
- MONTPELLIER EXEMPLAIRE avec comme tête de liste Kamy Nazarian[29]. L'UPR (Union populaire républicaine) axe son programme national pour les municipales sur l’opposition à la fusion forcée de communes, à la fermeture des services publics en zone rurale ou encore l’adoption du référendum d’initiative citoyenne (locale)[30].

##### POID
- Liste ouvrière d'unité « MONTPELLIER 100% SERVICES PUBLICS » (soutenue par le P.O.I.D) : Sylvie Trousselier

##### LO
- Lutte ouvrière - Faire entendre le camp des travailleurs : Maurice Chaynes

##### EÉLV
Trois listes sont issues du processus de nomination initié par Europe Écologie Les Verts en octobre 2019 :
- Liste Choisir l'écologie pour Montpellier avec Europe Écologie Les Verts menée par Coralie Mantion (liste officielle)
- Liste Écologie pour tous menée par Jean-Louis Roumégas (liste dissidente)
- Liste Rassemblement des écologistes et de la gauche menée par Clothilde Ollier (liste dissidente)

Le parti EÉLV organise le 12 octobre une primaire ouverte aux montpelliérains inscrits sur la liste électorale et qui adhèrent aux valeurs du rassemblement des écologistes afin de choisir sa tête de liste. Deux candidats sont en lice, l'ancien député Jean-Louis Roumégas et un binôme composé de Clothilde Ollier, membre du parti, infirmière et ex-maire de Murles, et de Manu Reynaud, cadre et porte-parole du parti. Ce binôme l'emporte avec 413 voix, contre 372 voix pour Jean-Louis Roumegas et 3 votes blancs.
Ce dernier dénonce par la suite ce qu'il estime être une tricherie lors de la primaire, une déclaration qualifiée par Manu Reynaud de « diffamation ». M. Roumegas choisit alors de mener une liste dissidente.
La liste "L'écologie en grand", vainqueure de la primaire et reconnue par la direction d'EÉLV, devient "L'écologie en commun" avec le ralliement de Génération.s, de Confluences (mouvement regroupant une majorité de militants de La France insoumise impulsé par la députée Muriel Ressiguier), de Génération écologie, du Parti animaliste et des Radicaux de gauche. Mais le 18 janvier, le bureau national d'EÉLV annonce une suspension conservatoire de 2 semaines de son soutien à cette liste à la suite de ce qu'il estime être un éloignement du parti et de ses valeurs, et du remplacement du directeur de campagne Manu Reynaud par Jean-Yves Dormagen, professeur de sciences politiques. Le 20 janvier, en présence du conseiller régional EÉLV Christian Dupraz, Clothilde Ollier récuse les raisons alléguées pour cette sanction et maintient sa candidature, formant alors une seconde liste dissidente,.
La liste officielle du parti est finalement menée par le binôme Coralie Mantion et Manu Reynaud.

#### Listes hors parti
Ces listes peuvent avoir obtenu le soutien d'un ou plusieurs parti

##### Le mouvement citoyen Nous Sommes Montpellier
Mouvement qui se présente comme écologiste et populaire créé en août 2018 dans la perspective des élections municipales de mars 2020, Nous Sommes dit s'inspirer des mouvements municipalistes et prône la démocratie directe, illustrée par des actions de terrain nécessitant la mobilisation de nombreux militants, ainsi que la révocation possible des élus à mi-mandat,. 
La liste est lancée le 14 janvier au pied de la statue de Georges Frêche en rendant « hommage au visionnaire » tout en affirmant qu'une « gouvernance locale autoritaire ne fonctionne plus ».
Elle est soutenue officiellement par la France Insoumise à l'issue d'un processus critiqué pour son autoritarisme[réf. nécessaire], la décision ayant été prise par la commission électorale du parti sans vote des militants locaux, Montpellier Écologie Participative[réf. nécessaire] et Révolution Écologique pour le Vivant . La tête de liste désignée par les 80 candidats du mouvement à l'issue d'un processus revendiqué de démocratie directe (élection sans candidat) est Alenka Doulain, ancienne militante d'EÉLV.

##### Rémi Gaillard(SE)
Le vidéaste et militant pour les droits des animaux affirme qu'il songe présenter une liste aux municipales, dans le cas où son projet de créer un espaces de liberté pour chiens ne serait pas accepté. Il dit ne pas souhaiter être maire et propose à Brigitte Bardot de figurer sur sa liste.

##### Le cœur et l'action (SE)
Mohed Altrad, homme d'affaires milliardaire, propriétaire et président du Groupe Altrad et du Montpellier Hérault rugby, annonce sa candidature le 16 septembre 2019 en expliquant vouloir composer une liste de rassemblement de la gauche à la droite, à l'exclusion des extrêmes. Il est soutenu par le sénateur gaulliste (ex-LR) Jean-Pierre Grand. D'abord associé à la campagne de Mohed Altrad, Les Radicaux de gauche se retirent à la suite du refus de ce dernier de lever ses ambiguïtés vis-à-vis du parti La République en marche.

### Candidat non déclaré
- Déclarer votre indépendance : Flavio Dalmau, lycéen de seize ans, qui se présente comme centriste. Il représente le mouvement Les Citoyens qu'il dirige. Ne pouvant être officiellement candidat, il souhaite utiliser le vote nul comme un outil politique[58].

## Entre-deux tours
Du fait de l'épidémie de Covid-19, l'entre-deux tours est fortement rallongé. D'une durée classique d'une semaine pour les élections municipales, il dure 26 jours en 2020, entre la date limite du dépôt des listes en préfecture (le 2 juin) et le second tour (le 28 juin).

### Alliances au second tour
Les listes socialiste et écologiste de Michael Delafosse et de Coralie Mantion fusionnent pour le second tour.
De leur côté, les listes sans étiquettes de Mohed Altrad et de Rémi Gaillard, puis la liste du mouvement citoyen « Nous Sommes » représentée par Alenka Doulain et la liste écologiste dissidente de Clothilde Ollier fusionnent également. Leur alliance représente 40 % des voix du premier tour. La nouvelle liste s'intitule « Nous sommes n’importe qui, nous avons l’écologie en commun ». Les divergences politiques entre ces quatre listes sont ensuite minorées au profit d’un programme réduit et consensuel, permettant d’envisager que Mohed Altrad prenne la Métropole et Alenka Doulain, la mairie.

### Synthèse des listes et candidats au second tour
| Liste | Liste                    | Partis | Candidat au poste de maire | Candidat au poste de maire                               |
| Liste | Liste                    | Partis | Nom                        | Fonctions                                                |
| ----- | ------------------------ | --- | -------------------------- | -------------------------------------------------------- |
|       | Cœur Ecologie Démocratie | Sans étiquette La France insoumise diss. Europe Écologie Les Verts diss.                                                                          | Mohed Altrad               | Chef d'entreprise                                        |
|       | Montpellier la citoyenne | Divers gauche La République en Marche diss. | Philippe Saurel            | Maire de Montpellier                                     |
|       | Montpellier unie         | Parti socialiste Parti communiste Parti radical de gauche Europe Écologie Les Verts Génération écologie Parti animaliste Génération.s Confluences | Michaël Delafosse          | Conseiller municipal et professeur d'histoire-géographie |

## Sondages

### Premier tour
| Institut                                                                    | Date                      | Échantillon | EXG | POID        | LO      | LFI     | PS-PCF-PRG-PP | EÉLV-GÉ-PA | EÉLV diss.-LFI diss.-G.s-LRDG | EÉLV diss. | DVG-LREM diss.   | LREM-CDS-MoDem | LC       | LR-UDI | RN     | DIV    | UPR      | DIV      | Autres |
| Institut                                                                    | Date                      | Échantillon |     | Trousselier | Chaynes | Doulain | Delafosse     | Mantion    | Ollier                        | Roumégas   | Saurel (sortant) | Vignal         | Brissaud | Larue  | Rokvam | Altrad | Nazarian | Gaillard |        |
| --------------------------------------------------------------------------- | ------------------------- | ----------- | --- | ----------- | ------- | ------- | ------------- | ---------- | ----------------------------- | ---------- | ---------------- | -------------- | -------- | ------ | ------ | ------ | -------- | -------- | ------ |
| Institut                                                                    | Date                      | Échantillon |     |             |         |         |               |            |                               |            |                  |                |          |        |        |        |          |          |        |
| Odoxa                                                                       | 5 au 10 mars 2020         | 604         | —   | 1           | 2       | 7       | 10            | 7          | 6                             | 3          | 21               | 9              | 9        | 4      | 10     | 13     | 0        | 7        | —      |
| Ifop                                                                        | 28 février au 3 mars 2020 | 607         | —   | —           | 1       | 7       | 11            | 8          | 9                             | 3          | 19               | 5              | —        | 7      | 7      | 12     | 1        | 9        | 1      |
| BVA                                                                         | 22 au 29 février          | 1025        | —   | —           | —       | 6       | 11            | 8          | 9                             | 2          | 23               | 7              | 7        | 5      | 10     | 11     | —        | 6        | 2      |
| OpinionWay                                                                  | 7 au 18 février 2020      | 803         | —   | —           | —       | 7       | 12            | 7          | 9                             | 5          | 25               | 5              | 5        | 5      | 7      | 10     | —        | 8        | —      |
| OpinionWay                                                                  | 7 au 18 février 2020      | 803         | —   | —           | —       | 7       | 10            | 7          | 11                            | 4          | 24               | 9              | 9        | 9      | 10     | 10     | —        | 8        | —      |
| OpinionWay                                                                  | 7 au 18 février 2020      | 803         | —   | —           | —       | 8       | 18            | 18         | 9                             | 5          | 24               | 6              | 6        | 5      | 8      | 10     | —        | 7        | —      |
| OpinionWay                                                                  | 7 au 18 février 2020      | 803         | —   | —           | —       | 7       | —             | 8          | 11                            | 5          | 25               | 13             | 13       | 5      | 10     | 10     | —        | 6        | —      |
| OpinionWay                                                                  | 7 au 18 février 2020      | 803         | —   | —           | —       | 7       | 15            | 6          | 10                            | 5          | 24               | —              | —        | 6      | 9      | 10     | —        | 8        | —      |
| OpinionWay                                                                  | 7 au 18 février 2020      | 803         | —   | —           | —       | 7       | 10            | 7          | 9                             | 4          | 26               | 15             | 15       | 5      | 9      | —      | —        | 8        | —      |
| OpinionWay                                                                  | 7 au 18 février 2020      | 803         | —   | —           | —       | 7       | 12            | 9          | 9                             | 4          | 25               | 17             | 17       | 17     | —      | 9      | —        | 8        | —      |
| Europe Écologie Les Verts (EÉLV) retire l'investiture à Ollier (18 janvier) |                           |             |     |             |         |         |               |            |                               |            |                  |                |          |        |        |        |          |          |        |
| Harris Interactive                                                          | 7 au 11 janvier 2020      | 616         | 0.5 | —           | —       | 10      | 10            | —          | 19                            | 3          | 18               | 7              | 2        | 6      | 10     | 10     | —        | 5        | —      |
| Ifop                                                                        | 16 au 19 décembre 2019    | 601         | 1   | —           | —       | 7       | 16            | —          | 17                            | 6          | 14               | 8              | —        | 10     | 11     | 11     | —        | —        | 3      |
| Ifop                                                                        | 16 au 19 décembre 2019    | 601         | 1   | —           | —       | 6       | 15            | —          | 17                            | 4          | 17               | 7              | —        | 10     | 11     | 10     | —        | —        | 1      |
| Harris Interactive                                                          | 26 au 30 novembre 2019    | 611         | —   | —           | —       | 12      | 8             | —          | 22                            | —          | 19               | 9              | 1        | 8      | 11     | 10     | —        | —        | —      |
| Harris Interactive                                                          | 26 au 30 novembre 2019    | 611         | —   | —           | —       | 13      | 11            | —          | 23                            | —          | 21               | 11             | —        | 10     | 11     | —      | —        | —        | —      |
| BVA                                                                         | 2 au 10 septembre 2019    | 706         | 2   | —           | —       | 11      | 9             | —          | 21                            | —          | 20               | 9              | 2        | 5      | 11     | 7      | —        | —        | 3      |
| BVA                                                                         | 2 au 10 septembre 2019    | 706         | 2   | —           | —       | 12      | 11            | —          | 23                            | —          | 23               | 23             | 2        | 5      | 11     |        | —        | —        | 3      |
| BVA                                                                         | 2 au 10 septembre 2019    | 706         | 2   | —           | —       | 11      | 10            | —          | 22                            | —          | 24               | 8              | 1        | 6      | 12     | —      | —        | —        | 4      |

### Second tour

#### Sondages effectués après le premier tour
| Institut           | Date               | Échantillon | SE     | SE       | Nous sommes | EÉLV diss. | PS        | DVG              |
| Institut           | Date               | Échantillon | Altrad | Gaillard | Doulain     | Ollier     | Delafosse | Saurel (sortant) |
| ------------------ | ------------------ | ----------- | ------ | -------- | ----------- | ---------- | --------- | ---------------- |
| Institut           | Date               | Échantillon |        |          |             |            |           |                  |
| Ifop               | 18 au 20 juin 2020 | 603         | 25     | 25       | 25          | 25         | 40        | 35               |
| Harris Interactive | 16 au 18 juin 2020 | 608         | 28     | 28       | 28          | 28         | 38        | 34               |
| Ifop               | 11 au 13 juin 2020 | 600         | 27     | 27       | 27          | 27         | 39        | 34               |

#### Sondages effectués avant le premier tour
| Institut           | Date                      | Échantillon | SE     | SE       | Nous sommes | EÉLV   | PS        | DVG              | LREM   | LR-UDI | RN     |
| Institut           | Date                      | Échantillon | Altrad | Gaillard | Doulain     | Ollier | Delafosse | Saurel (sortant) | Vignal | Larue  | Rokvam |
| ------------------ | ------------------------- | ----------- | ------ | -------- | ----------- | ------ | --------- | ---------------- | ------ | ------ | ------ |
| Institut           | Date                      | Échantillon |        |          |             |        |           |                  |        |        |        |
| Ifop               | 28 février au 3 mars 2020 | 607         | 24     | —        | —           | —      | 36        | 40               | —      | —      | —      |
| Ifop               | 28 février au 3 mars 2020 | 607         | 20     | —        | —           | —      | 35        | 35               | —      | —      | 10     |
| Harris Interactive | 7 au 11 janvier 2020      | 616         | 16     | —        | 28          | 28     | 14        | 18               | 8      | 6      | 10     |
| Harris Interactive | 7 au 11 janvier 2020      | 616         | —      | —        | 35          | 35     | 14        | 24               | 16     | 16     | 11     |
| Harris Interactive | 7 au 11 janvier 2020      | 616         | —      | —        | 10          | 37     | 37        | 26               | 15     | 15     | 12     |

- en gras sur fond coloré : le candidat arrivé en tête du sondage ;
- en gras sur fond blanc le candidat arrivé en deuxième position du sondage.

## Résultats
Pourcentage des votes et de l'abstention parmi les inscrits des listes électorales au second tour :
- Abstentionnistes (65,56 %)
- Delafosse (15,64 %)
- Saurel (11,48 %)
- Altrad (6,00 %)
- Blancs et nuls (1,31 %)

|                                                                                        |                          |                                                         |              |              |             |             |        |        |  |
| Tête de liste                                                                          | Tête de liste            | Liste                                                   | Premier tour | Premier tour | Second tour | Second tour | Sièges | Sièges |  |
| Tête de liste                                                                          | Tête de liste            | Liste                                                   | Voix         | %            | Voix        | %           | CM     | 3M     |  |
|                                                                                        | Michaël Delafosse        | PS - PCF - PRG                                          | 8 636        | 16,66        | 24 046      | 47,22       | 48     | 34     |  |
| La gauche qui nous rassemble                                                           |                          |                                                         | 8 636        | 16,66        | 24 046      | 47,22       | 48     | 34     |  |
|                                                                                        | Coralie Mantion          | EÉLV - GE - PA                                          | 3 849        | 7,42         | 24 046      | 47,22       | 48     | 34     |  |
| Choisir l'écologie pour Montpellier avec Europe Écologie Les Verts                     |                          |                                                         | 3 849        | 7,42         | 24 046      | 47,22       | 48     | 34     |  |
|                                                                                        | Philippe Saurel          | DVG - LREM diss.                                        | 9 908        | 19,11        | 17 644      | 34,65       | 11     | 8      |  |
| Montpellier la citoyenne                                                               |                          |                                                         | 9 908        | 19,11        | 17 644      | 34,65       | 11     | 8      |  |
|                                                                                        | Mohed Altrad             | SE                                                      | 6 899        | 13,30        | 9 226       | 18,12       | 6      | 4      |  |
| Le cœur et l'action                                                                    |                          |                                                         | 6 899        | 13,30        | 9 226       | 18,12       | 6      | 4      |  |
|                                                                                        | Rémi Gaillard            | SE                                                      | 4 971        | 9,58         | 9 226       | 18,12       | 6      | 4      |  |
| N'importe qui                                                                          |                          |                                                         | 4 971        | 9,58         | 9 226       | 18,12       | 6      | 4      |  |
|                                                                                        | Alenka Doulain           | DVG - LFI                                               | 4 797        | 9,25         | 9 226       | 18,12       | 6      | 4      |  |
| Nous Sommes Montpellier                                                                |                          |                                                         | 4 797        | 9,25         | 9 226       | 18,12       | 6      | 4      |  |
|                                                                                        | Clothilde Ollier         | ECO - G·s - LRDG - LFI diss. - Confluences - EÉLV diss. | 3 762        | 7,25         | 9 226       | 18,12       | 6      | 4      |  |
| Rassemblement des écologistes et de la gauche                                          |                          |                                                         | 3 762        | 7,25         | 9 226       | 18,12       | 6      | 4      |  |
|                                                                                        | Patrick Vignal           | LREM - MoDem - LC                                       | 3 163        | 6,10         |             |             |        |        |  |
| Montpellier en capitale                                                                |                          |                                                         | 3 163        | 6,10         |             |             |        |        |  |
|                                                                                        | Olaf Rokvam              | EXD - PDF                                               | 2 478        | 4,78         |             |             |        |        |  |
| Rassemblement pour Montpellier                                                         |                          |                                                         | 2 478        | 4,78         |             |             |        |        |  |
|                                                                                        | Alex Larue               | LR - UDI                                                | 1 987        | 3,83         |             |             |        |        |  |
| Pour Montpellier, il est temps de changer                                              |                          |                                                         | 1 987        | 3,83         |             |             |        |        |  |
|                                                                                        | Jean-Louis Roumégas      | ECO                                                     | 837          | 1,61         |             |             |        |        |  |
| Écologie pour tous                                                                     |                          |                                                         | 837          | 1,61         |             |             |        |        |  |
|                                                                                        | Kamy Nazarian            | UPR                                                     | 270          | 0,52         |             |             |        |        |  |
| Montpellier exemplaire                                                                 |                          |                                                         | 270          | 0,52         |             |             |        |        |  |
|                                                                                        | Maurice Chaynes          | LO                                                      | 215          | 0,41         |             |             |        |        |  |
| Lutte ouvrière - faire entendre la voix des travailleurs                               |                          |                                                         | 215          | 0,41         |             |             |        |        |  |
|                                                                                        | Sylvie Trousselier       | POID                                                    | 64           | 0,12         |             |             |        |        |  |
| La liste ouvrière d'unité - Montpellier 100 % services publics soutenue par le P.O.I.D |                          |                                                         | 64           | 0,12         |             |             |        |        |  |
|                                                                                        |                          |                                                         |              |              |             |             |        |        |  |
| Votes exprimés                                                                         | Votes exprimés           | Votes exprimés                                          | 51 836       | 97,62        | 50 916      | 96,19       |        |        |  |
| Votes blancs                                                                           | Votes blancs             | Votes blancs                                            | 487          | 0,92         | 1 394       | 2,63        |        |        |  |
| Votes nuls                                                                             | Votes nuls               | Votes nuls                                              | 776          | 1,46         | 625         | 1,18        |        |        |  |
| Total                                                                                  | Total                    | Total                                                   | 53 099       | 100          | 52 935      | 100         | 65     | 46     |  |
| Abstention                                                                             | Abstention               | Abstention                                              | 100 304      | 65,39        | 100 776     | 65,56       |        |        |  |
| Inscrits / participation                                                               | Inscrits / participation | Inscrits / participation                                | 153 403      | 34,61        | 153 711     | 34,44       |        |        |  |

## Conseil municipal élu
Le conseil municipal se réunit le 4 juillet 2020 afin d'élire le maire de la ville. Michaël Delafosse est élu avec 48 voix contre 17 votes blanc. À la suite, 25 adjoints sont élus,.

### Assemblée municipale
|                                         |       |       |      |                                                   |                         |
| Maire de Montpellier                    |       |       |      |                                                   |                         |
| Michaël Delafosse (PS)                  |       |       |      |                                                   |                         |
| Parti                                   | Sigle | Sigle | Élus | Groupe                                            | Président               |
| Majorité (48 sièges)                    |       |       |      |                                                   |                         |
| Divers gauche                           |       | DVG   | 15   | Socialiste, écologiste et républicain             | Julie Frêche (PS)       |
| Parti socialiste                        |       | PS    | 14   | Socialiste, écologiste et républicain             | Julie Frêche (PS)       |
| Parti radical de gauche                 |       | PRG   | 1    | Socialiste, écologiste et républicain             | Julie Frêche (PS)       |
| Place publique                          |       | PP    | 1    | Socialiste, écologiste et républicain             | Julie Frêche (PS)       |
| Europe Écologie Les Verts               |       | EÉLV  | 7    | Choisir l'écologie à Montpellier                  | Manu Reynaud (EÉLV)     |
| Divers écologistes                      |       | ÉCO   | 3    | Choisir l'écologie à Montpellier                  | Manu Reynaud (EÉLV)     |
| Parti animaliste                        |       | PA    | 1    | Choisir l'écologie à Montpellier                  | Manu Reynaud (EÉLV)     |
| Génération écologie                     |       | GÉ    | 1    | Choisir l'écologie à Montpellier                  | Manu Reynaud (EÉLV)     |
| Parti communiste français               |       | PCF   | 5    | Communiste et républicain                         | Hervé Martin (PCF)      |
| Opposition (17 sièges)                  |       |       |      |                                                   |                         |
| Divers gauche                           |       | DVG   | 6    | Montpellier citoyens                              | Abdi El Kandoussi (DVG) |
| Territoires de progrès                  |       | TdP   | 3    | Montpellier citoyens                              | Abdi El Kandoussi (DVG) |
| La République en marche                 |       | LREM  | 1    | Montpellier citoyens                              | Abdi El Kandoussi (DVG) |
| Divers écologiste                       |       | ÉCO   | 1    | Montpellier citoyens                              | Abdi El Kandoussi (DVG) |
| Divers                                  |       | DIV   | 1    | Le cœur & l’action                                | Serge Guiseppin (DVD)   |
| Divers droite                           |       | DVD   | 1    | Le cœur & l’action                                | Serge Guiseppin (DVD)   |
| Union des démocrates et des écologistes |       | UDE   | 1    | Le cœur & l’action                                | Serge Guiseppin (DVD)   |
| Divers gauche                           |       | DVG   | 2    | Montpellier Union Populaire Écologique et Sociale | Alenka Doulain (DVG)    |
| Divers écologiste                       |       | ÉCO   | 1    | Montpellier Union Populaire Écologique et Sociale | Alenka Doulain (DVG)    |